# 圆苞山罗花
圆苞山罗花（学名：Melampyrum laxum）为玄参科山罗花属下的一个种。

## 扩展阅读
- 維基物種上的相關：圆苞山罗花